# 禄劝景天
禄劝景天（学名：Sedum luchuanicum）为景天科景天属的植物，为中国的特有植物。分布在中国大陆的云南等地，生长于海拔4,400米的地区，常生长在石隙中，目前尚未由人工引种栽培。